# Berta Karlik
Berta Karlik (ur. 24 stycznia 1904 w Wiedniu, Austro-Węgry, zm. 4 lutego 1990 tamże) – austriacka fizyk, profesor Uniwersytetu Wiedeńskiego, odkrywczyni 3 izotopów Astatu w naturalnych szeregach promieniotwórczych. Pierwsza Profesor zwyczajna w Austrii.

## Życiorys
Urodziła się w zamożnej rodzinie. Jej ojciec Carl Karlik był dyrektorem Hipoteki Krajowej. W latach 1915–1919 uczęszczała do publicznego gimnazjum żeńskiego. Następnie ukończyła z wyróżnieniem Gimnazjum Realne w 1923. W tym samym roku została przyjęta na Wydział Filozoficzny Uniwersytetu Wiedeńskiego, który ukończyła z wyróżnieniem w 1927. 13 stycznia 1928 obroniła doktorat z fizyki i matematyki a 6 lutego z filozofii. 8 marca 1928 otrzymała tytuł doktorski. W tym samym roku zdała państwowy egzamin dla nauczycieli szkół średnich.
Dzięki stypendium International Federation of University Women mogła od listopada 1930 do grudnia 1931 prowadzić badania naukowe w Royal Institution w Wielkiej Brytanii pod kierunkiem Williama Bragga. Zajmowała się badaniami rentgenowskimi struktur krystalicznych
Po rocznym stażu w latach 1929–1930 podjęła badania w Instytucie Radowym Austriackiej Akademii Nauk. W 1933 wraz z Elizabeth Rona otrzymała Nagrodę Heittingera.
25 maja 1936 złożyła pracę habilitacyjną i w 1937 uzyskała stopień doktora habilitowanego.
W przeciwieństwie do wielu koleżanek pochodzenia żydowskiego Anschluss Austrii nie wpłynął na jej karierę. W czasie II wojny światowej jej badania się rozwinęły. W 1943–1944 wraz z Traude Bernert wykazała istnienie izotopów Astatu 215At, 216At i 218At w naturalnych szeregach promieniotwórczych. Za to odkrycie otrzymała ponownie otrzymała Nagrodę Heittingera w 1947.
Po wojnie pełniła obowiązki dyrektora Instytutu Radowego zostając oficjalnie Dyrektorem w 1947. W 1950 została profesorem nadzwyczajnym Uniwersytetu Wiedeńskiego a 21 stycznia 1956 Prezydent Austrii nadał jej tytuł Profesora zwyczajnego.

## Członkostwo w Akademiach Nauk
- członek korespondent Królewska Szwedzka Akademia Nauk – jako trzecia kobieta po Marii Skłodowskiej-Curie i Lise Meitner[3]
- członek korespondent Austriacka Akademia Nauk
- Austriacka Akademia Nauk – 1973
- Akademia Nauk Leopoldina, Niemcy – 1975

## Nagrody i odznaczenia
- 1934 – Nagroda Heittingera Austriackiej Akademii Nauk
- 1947 – Nagroda Heittingera Austriackiej Akademii Nauk
- 1951 – Medal Honorowy miasta Wiednia w złocie
- Medal Wilhelma Exnera
- Krzyż Komandorski Orderu Palm Akademickich – Francja

## Upamiętnienie
Od lata 2016 siedem kobiet naukowców, w tym Berta Karlik, zostanie upamiętnionych rzeźbami na terenie Uniwersytetu Wiedeńskiego w ramach projektu obchodów 650-lecia uczelni.